# Eugène Bourgeau
Pour les articles homonymes, voir Bourgeau.
Eugène Bourgeau, né en 1813 à Brizon (Léman) et mort le 21 février 1877 dans le 5e arrondissement de Paris, est un botaniste français.

## Biographie
Il a collecté pendant un certain temps des spécimens botaniques en Espagne, en Afrique du Nord et aux îles Canaries avant de rejoindre l'expédition d'exploration de l'Amérique du Nord britannique du Canada de l'Ouest de 1857 à 1860.

## Hommage
- Le Mont Bourgeau, dans les Rocheuses canadiennes, a été nommé en son honneur.